# U-Bahnhof Termini
Termini ist eine Tunnel-Station der U-Bahn Rom. Sie wurde am 10. Februar 1955 als Teil der Linie B in Betrieb genommen und 1980 zum Umsteigebahnhof zwischen den Linien A und B. Da die beiden Linien keine Gleisverbindung besitzen, handelt es sich technisch jedoch um zwei unabhängige Stationen.
Die U-Bahn-Station befindet sich unterhalb der Piazza dei Cinquecento und des Bahnhofs Roma Termini, mit dem sie gemeinsam den Hauptverkehrsknoten der Stadt bildet.
Termini war ab 1980 die einzige Station des römischen U-Bahn-Netzes, an der Züge mehrerer Linien halten, was sich allerdings mit der Fertigstellung der dritten Linie C änderte.
2009 begannen umfangreiche Arbeiten zur Modernisierung beider Teile der U-Bahn-Station Termini. Die Kosten für diese Renovierung belaufen sich auf etwa 63 Millionen Euro.
| Linie | Verlauf |
| ----- | --- |
|       | Battistini – Cornelia – Baldo degli Ubaldi – Valle Aurelia – Cipro – Ottaviano – Lepanto – Flaminio – Spagna – Barbereni – Repubblica – Termini – Vittorio Emanuele – Manzoni – San Giovanni – Re di Roma – Ponte Lungo (Bahnhof Tuscolana) – Furio Camillo – Colli Albani – Arco di Travertino – Porta Furba – Numidio Quadrato – Lucio Sestio – Giulio Agricola – Subaugusta – Cinecittà – Ananigna |
|       | Hauptlinienweg: Laurentina – EUR Fermi – EUR Palasport – EUR Magliana – Marconi – Basilica San Paolo – Garbatella – Piramide (Bahnhof Ostiense) – Circo Massimo – Colosseo – Cavour – Termini – Castro Pretorio – Policlinico – Bologna – Linie B nach Rebibbia: Hauptlinienweg: – Bologna – Tiburtina – Quintilliani – Monti Tiburtini – Pietralata – San Maria del Soccorso – Ponte Mammolo – Rebibbia Linie B1 nach Junio: Hauptlinienweg: – Bologna – Sant'Agnese/Annibaliano – Libia – Conca d'Oro – Junio |

## Belege
1. ↑  Rome (Metro) (englisch), world.nycsubway.org, abgerufen am 25. September 2011
2. ↑  Adeguamento del Nodo di Termini (italienisch), romametropolitane.it, abgerufen am 25. September 2011